# Sundae (embutido)
El sundae, también escrito a veces soondae, es un plato coreano hecho habitualmente hirviendo o cociendo al vapor tripas de vaca o cerdo rellenas con ingredientes variados. Es un tipo de morcilla y se cree que ha sido consumido desde hace mucho tiempo. Recetas parecidas al sundae pueden encontrarse en libros de recetas de la dinastía Joseon publicados en el siglo XIX, como el Gyuhap chongseo y el Siuijeonseo.
El sundae puede hacerse con marisco, como es el caso del ojing-eo sundae (오징어 순대, sundae de  calamar), o con pescado, como el myeongtae sundae (명태 순대, sundae de abadejo de Alaska).
El tipo más común de sundae se elabora con intestinos de cerdo rellenos con fideos celofán (dangmyeon), cebada y sangre de cerdo, si bien algunas variantes también contienen hojas de perilla, cebolleta (pa), pasta de soja fermentada (doenjang), arroz glutinoso, kimchi y brotes de soja. Es una comida callejera popular en Corea del Sur. De hecho, hay un barrio llamado Sundae Town en Sillim-dong que tiene muchos restaurantes dedicados al sundae.

## Variedades

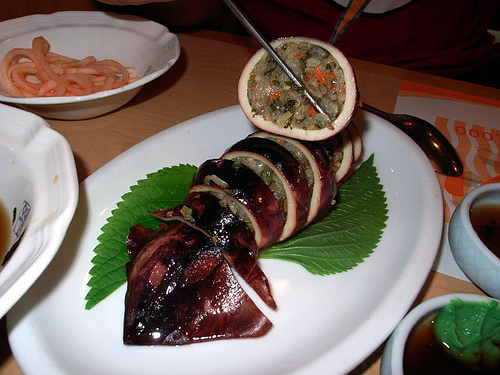
Ojingeo sundae.

Cada variedad de sundae se llama según la región de origen de la receta o el envoltorio. El gaeseong sundae es un ejemplo de lo primero, originándose en Kaesong, mientras el ojingeo sundae toma su nombre del ingrediente.
- Abai sundae (아바이 순대), especialidad local de las provincias de Hamgyeong y Pyeongan.[2]
- Gaeseong sundae (개성 순대), especialidad local de Kaesong.
- Jeju sundae (제주 순대), especialidad local de isla Jeju.
- Byeongcheon sundae (병천 순대), especialidad local de la provincia de Chungcheong.[2]
- Amppong sundae (암뽕 순대), especialidad local de la provincia de Jeolla.[2]
- Baegam sundae (백암 순대), especialidad local de Yongin, provincia de Gyeonggi.[2]
- Ojingeo sundae (오징어 순대), hecho con calamar fresco. Es una especialidad local de la provincia de Gangwon.[1]
- Mareun ojingeo sundae (마른 오징어 순대), hecha con calamar seco. Es una especialidad local de las provincias de Gangwon y Gyeonggi. Se come como banchan (guarnición) o anju (acompañamiento de bebida alcohólica).[1]
- Myeongtae sundae (명태 순대), hecha con abadejo de Alaska. Es una especialidad local de las provincias de Gangwon y Hamgyong.[1]
- Eogyeo sundae (어교 순대), relleno en vejiga natatoria de corvina.[3]

## Platos hechos consundae

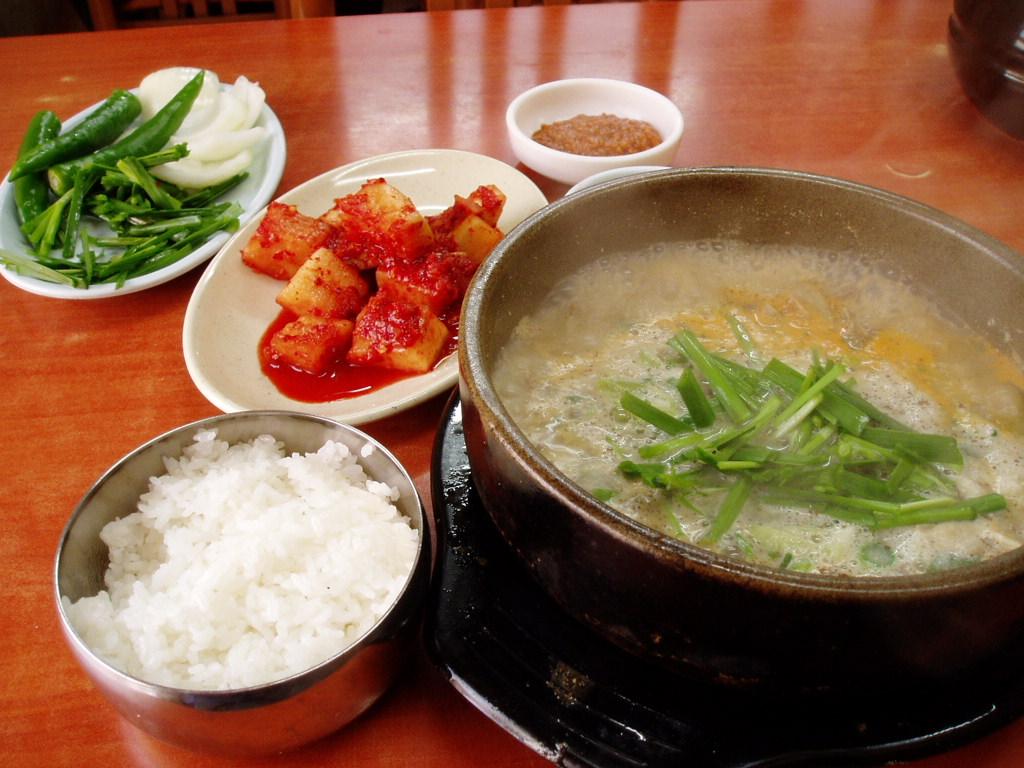
Sundaeguk.

- Sundaeguk (순대국), guk (sopa) hecha con sundae.[1]
- Sundaebokkeum (순대볶음), bokkeum (fritura) hecha con sundae, verdura y gochujang (condimento de pimiento chile).
- Baeksundae (백순대), hecho con los mismos ingredientes y método del sundae bokkeum, pero sin usar gochujang.